# Woolungasaurus
Woolungasaurus glendowerensis
Genre
Espèce
Woolungasaurus est un genre fossile de Plesiosauroidea (plésiosaurien au long cou), un reptile marin, de la famille des Elasmosauridae. 
Selon Paleobiology Database en 2024, le genre Woolungasaurus est nomen dubium depuis 2003, et l'espèce Woolungasaurus glendowerensis depuis 1962.
L'espèce type, Woolungasaurus glendowerensis, est connue grâce à un squelette partiel (46 vertèbres, côtes, avant-bras, épaules et une partie des membres arrière) qui fut déterré de la formation de Wallumbilla datant de l'Albien (Crétacé inférieur) dans le district de Richmond en Australie (Queensland).

## Classification
Woolungasaurus est considéré comme un membre primitif de la famille des Elasmosauridae : les caractéristiques primitives se présentent surtout par la longueur de son cou, inférieure à celle rencontrée chez les autres membres plus évolués de cette famille ayant vécu après lui comme Elasmosaurus et Thalassomedon, mais aussi Styxosaurus et Hydrotherosaurus). Il est possible qu'il soit apparenté au Libonectes. Cependant, en 2004, Sven Sachs re-décrit l'holotype et conclut qu'il appartient à un autre genre d'Elasmosauridae  : Styxosaurus.
Une autre découverte (12 vertèbres) d'une espèce indéterminée fut faite dans la formation de Maree (Crétacé) sur les rives de la rivière Neale, près du lac Eyre (Australie-Méridionale).
De plus un crâne découvert dans la « Yamborra Creek », près de Maxwelltown (Queensland), et décrit par Persson en 1982, a été désigné comme appartenant au genre Woolungasaurus.

### Nomen dubium
Selon Paleobiology Database en 2024, le genre Woolungasaurus est nomen dubium depuis 2003, et l'espèce Woolungasaurus glendowerensis depuis 1962.

### Étymologie
Le "lézard Woolunga" de Glendower est nommé d'après un reptile de la mythologie aborigène.

## Description
Woolungasaurus est un Elasmosauridae typique, avec 40 dents étroites et une longueur estimée à 9,5 mètres. Persson (1982) croyait qu'il avait un lien de parenté avec un élasmosaure nord-américain Hydralmosaurus.
Comme tous les plésiosaures "vrais", il possède un cou allongé dont la longueur était équivalente à celle de son corps et de sa queue réunis. Sa taille devait atteindre 9 mètres. Son aspect était classique pour un plésiosaure, avec des pattes qui avaient évolué en nageoires et un corps large et plat. D'autres plésiosaures, comme Elasmosaurus et Thalassomedon, possédaient un cou encore plus long.

## Mode de vie
Ce plésiosaure devait être un prédateur de poissons de haute mer, grâce à son long cou qu'il pouvait déplacer dans sur un vaste rayon. Ses longues dents en pointe constituaient un piège pour ses proies. Cependant, Woolungasaurus était aussi la proie d'un autre grand reptile marin : Kronosaurus. En effet quelques crânes de Woolungasaurus semblent avoir été endommagés par un animal plus grand et, à cette époque, le seul prédateur connu de taille importante était le pliosaure Kronosaurus.

### Publication originale
- (en) Persson, P.O., 1960, "Lower Cretaceous Plesiosaurians (Reptilia) from Australia", Lunds Universitets Arsskrift 56(12): 1-23